# برنيس (لويزيانا)
برنيس (بالإنجليزية: Bernice town, Louisiana)‏ هي بلدة تقع بولاية لويزيانا في الولايات المتحدة. تبلغ مساحتها 8.39 كم2، وترتفع عن سطح البحر 67.9704 م، بلغ عدد سكانها 1,689 نسمة في عام 2010 حسب إحصاء مكتب تعداد الولايات المتحدة وتصل الكثافة السكانية فيها 201.3 نسمة لكل كيلومتر مربع (521.4/ميل2).

## التركيبة السكانية
حدّد مكتب تعداد الولايات المتحدة بيانات التركيبة السكانية لبرنيس في تعداد الولايات المتحدة. في ما يلي، التركيبة السكانية حسب تعدادي 2000 و2010.

### تعداد عام 2000
بلغ عدد سكان برنيس 1,809 نسمة بحسب تعداد عام 2000، وبلغ عدد الأسر 668 أسرة وعدد العائلات 453 عائلة مقيمة في البلدة. في حين سجلت الكثافة السكانية 215.6 نسمة لكل كيلومتر مربع (558.4/ميل2). وبلغ عدد الوحدات السكنية 806 وحدة بمتوسط كثافة قدره 96.1 لكل كيلومتر مربع (248.9/ميل2).
وتوزع التركيب العرقي للبلدة بنسبة 36.87% من البيض و56.94% من الأمريكيين الأفارقة و0.17% من الأمريكيين الأصليين و0.50% من الأمريكيين ذوي الأصول الآسيوية و4.98% من الأعراق الأخرى و0.55% من عرقين مختلطين أو أكثر و6.63% من الهسبانيون أو اللاتينيون من أي عرق.
بلغ عدد الأسر 668 أسرة كانت نسبة 37.4% منها لديها أطفال تحت سن الثامنة عشر تعيش معهم، وبلغت نسبة الأزواج القاطنين مع بعضهم البعض 39.2% من أصل المجموع الكلي للأسر، ونسبة 25.4% من الأسر كان لديها معيلات من الإناث دون وجود شريك، بينما كانت نسبة 3.1% من الأسر لديها معيلون من الذكور دون وجود شريكة وكانت نسبة 32.2% من غير العائلات. تألفت نسبة 29.3% من أصل جميع الأسر من عدة أفراد يعيشون في نفس المنزل ونسبة 14.4% كانت تتألف من شخص يعيش بمفرده يبلغ من العمر 65 عاماً أو أكثر. وبلغ متوسط حجم الأسرة المعيشية 2.56، أما متوسط حجم العائلات فبلغ 3.17.
بلغ العمر الوسطي للسكان 34.8 عاماً. وكانت نسبة 27.7% من القاطنين تحت سن الثامنة عشر، وكانت نسبة 11.1% بين الثامنة عشر والرابعة والعشرين عاماً، ونسبة 23.2% كانت واقعةً في الفئة العمرية ما بين الخامسة والعشرين والرابعة والأربعين عاماً، ونسبة 17.7% كانت ما بين الخامسة والأربعين والرابعة والستين، ونسبة 14.9% كانت ضمن فئة الخامسة والستين عاماً فما فوق. يوجد لكل 100 أنثى 82.9 ذكر، ويوجد لكل 100 أنثى في الثامنة عشر من عمرها فما فوق 71.7 ذكر.
بلغ متوسط دخل الأسرة في البلدة 20,602 دولارًا، أما متوسط دخل العائلة فبلغ 27,708 دولارًا. وكان متوسط دخل الذكور 20,903 دولارًا مقابل 17,083 دولارًا للإناث. وسجل دخل الفرد الخاص بالبلدة 11,279 دولارًا. وكانت نسبة 24.9% من العائلات ونسبة 30.8% من السكان تحت خط الفقر، وكان من هؤلاء نسبة 39.4% تحت سن الثامنة عشر ونسبة 26.5% في الخامسة والستين من العمر وما فوق.

### تعداد عام 2010
بلغ عدد سكان برنيس 1,689 نسمة بحسب تعداد عام 2010، وبلغ عدد الأسر 638 أسرة وعدد العائلات 445 عائلة مقيمة في البلدة. في حين سجلت الكثافة السكانية 201.3 نسمة لكل كيلومتر مربع (521.4/ميل2). وبلغ عدد الوحدات السكنية 723 وحدة بمتوسط كثافة قدره 86.2 لكل كيلومتر مربع (223.3/ميل2).
وتوزع التركيب العرقي للبلدة بنسبة 24.63% من البيض و62.82% من الأمريكيين الأفارقة و0.06% من الأمريكيين الأصليين و0.06% من الأمريكيين ذوي الأصول الآسيوية و11.60% من الأعراق الأخرى و0.83% من عرقين مختلطين أو أكثر و13.32% من الهسبانيون أو اللاتينيون من أي عرق.
بلغ عدد الأسر 638 أسرة كانت نسبة 42.6% منها لديها أطفال تحت سن الثامنة عشر تعيش معهم، وبلغت نسبة الأزواج القاطنين مع بعضهم البعض 35% من أصل المجموع الكلي للأسر، ونسبة 28.7% من الأسر كان لديها معيلات من الإناث دون وجود شريك، بينما كانت نسبة 6.1% من الأسر لديها معيلون من الذكور دون وجود شريكة وكانت نسبة 30.3% من غير العائلات. تألفت نسبة 27.3% من أصل جميع الأسر من عدة أفراد يعيشون في نفس المنزل ونسبة 12.5% كانت تتألف من شخص يعيش بمفرده يبلغ من العمر 65 عاماً أو أكثر. وبلغ متوسط حجم الأسرة المعيشية 2.64، أما متوسط حجم العائلات فبلغ 3.19.
بلغ العمر الوسطي للسكان 32.3 عاماً. وكانت نسبة 30% من القاطنين تحت سن الثامنة عشر، وكانت نسبة 9.4% بين الثامنة عشر والرابعة والعشرين عاماً، ونسبة 23.9% كانت واقعةً في الفئة العمرية ما بين الخامسة والعشرين والرابعة والأربعين عاماً، ونسبة 22.6% كانت ما بين الخامسة والأربعين والرابعة والستين، ونسبة 14.2% كانت ضمن فئة الخامسة والستين عاماً فما فوق. وتوزع التركيب الجنسي للسكان بنسبة 46.9% ذكور و53.1% إناث.

## وصلات خارجية
- الموقع الرسمي